# Avenue Marceau
Avenue Marceau – ulica w Paryżu, mająca 910 metrów długości i 40 metrów szerokości. Znajdująca się w 8. dzielnicy Paryża i ciągnąca się aż do 16. dzielnicy Paryża.

## Historia
Trasę tę otworzył dekret z 13 sierpnia 1854. Dzisiejszą ulicę Avenue Marceau zaczęto tworzyć od ulicy Presbourg (fr. Rue de Presbourg), aż do placu Charles-de-Gaulle (wcześniej plac Gwiazdy, fr. Place de l’Étoile). Dekret ten został przedłużony 6 marca 1858. Odcinek poszerzono wtedy o ulicę Circulaire – (fr. Rue Circulaire) i aleję Trocadéro – (fr. Avenue du Trocadéro), wcześniej – (fr. I'avenue de l'Empereur) nazywając go aleją Józefiny – (fr. Avenue de Joséphine). Józefiny I de Beauharnais, pierwszej żony Napoleona I Bonaparte, pierwszej cesarzowej Francuzów i królowej Włoch. Następną nazwę ulica otrzymała dekretem z 16 sierpnia 1879. W 12. dzielnicy Paryża była już ulica Marceau – (fr. Rue Marceau), która została zmieniona przy tej okazji na ulicę Wattigniesa – (fr. Rue de Wattignies).
Obecnie Avenue Marceau nosi imię François Séverina Marceau-Desgraviersa (1769-1796), generała rewolucji francuskiej.

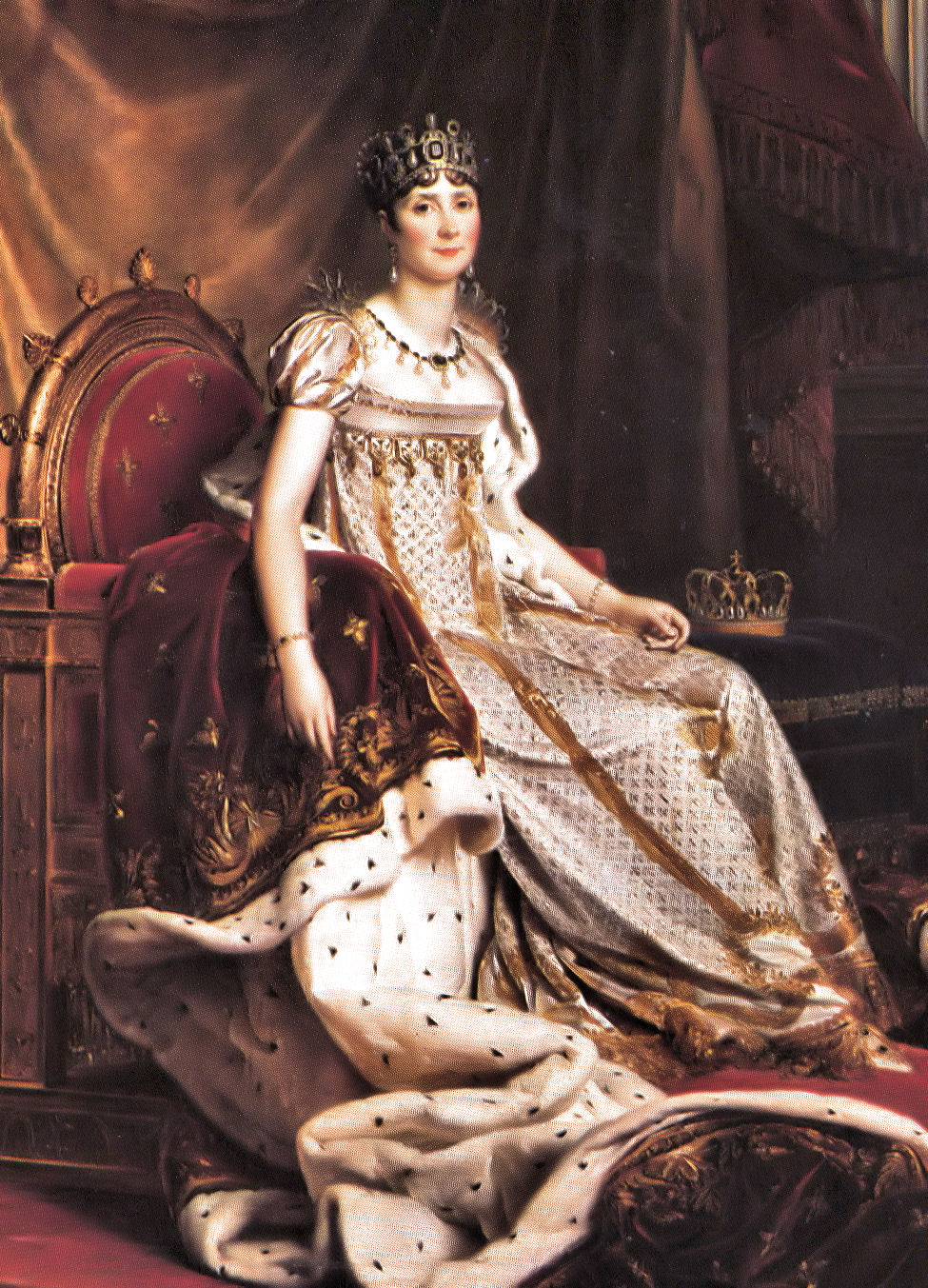
Cesarzowa Józefina w strojach koronacyjnych, ok. 1807, 1808.
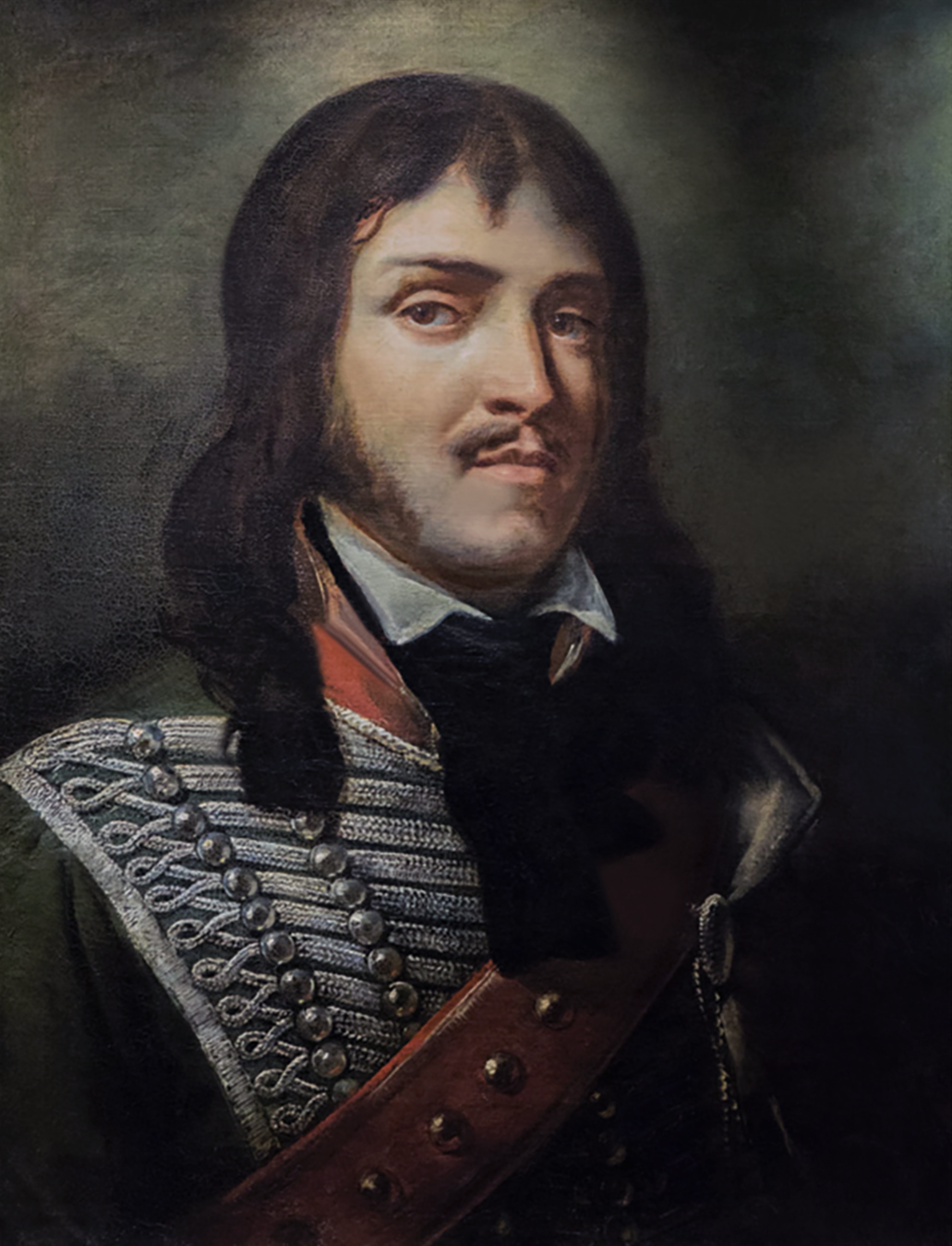
Portret François Séverina Marceau-Desgraviersa, namalowany w 1840.

## Zabytki (wybrane)
- Numer 5: Siedziba projektanta mody Yves’a Sainta Laurenta (1936–2008). Od 2017 muzeum Yves’a Sainta Laurenta w Paryżu – (fr. Musée Yves Saint Laurent de Paris) i fundacja Pierre’a Bergégo poświęcona Yves’owi Saintowi Laurentowi – (fr. Fondation Pierre Bergé – Yves Saint Laurent);
- Numer 11: Biblioteka poety, Octavio Paza (1914–1998);
- Numer 22: Siedziba hiszpańskich ambasadorów;
- Numer 31: Kościół – Saint-Pierre-de-Chaillot;
- Numer 64: Hotel pięciogwiazdkowy – InterContinental Hotels Group;
- Numer 77: Siedziba duńskiej ambasady we Francji;
- Numer 78: Hotel M. Houette;
- Numer 81: Dawny dom Pierre’a-Gabriela Chandona de Briaillesa[3] (1778–1850), byłego współwłaściciela towarów luksusowych – Moët & Chandon.

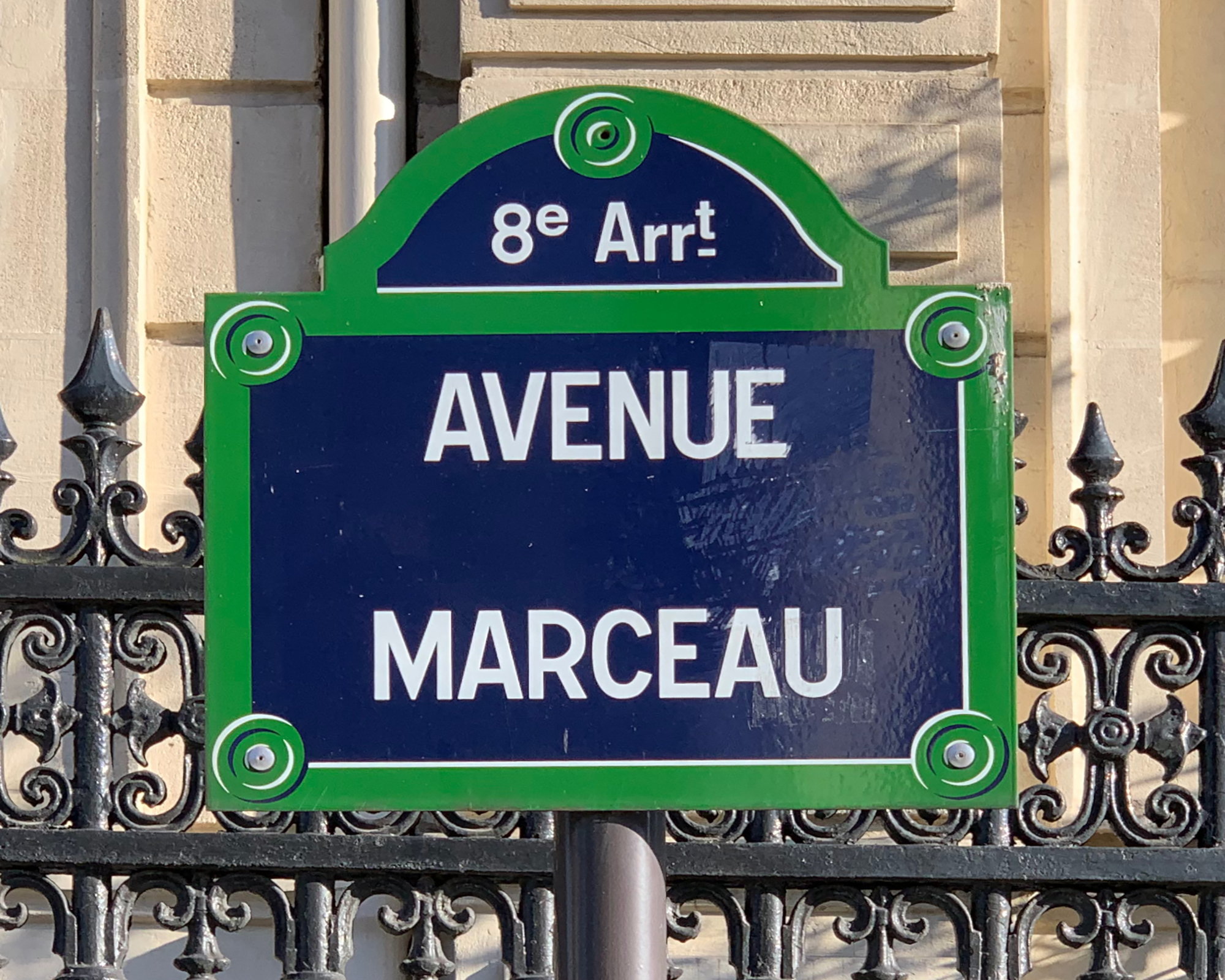
Drogowskaz na alei Avenue Marceau w Paryżu.
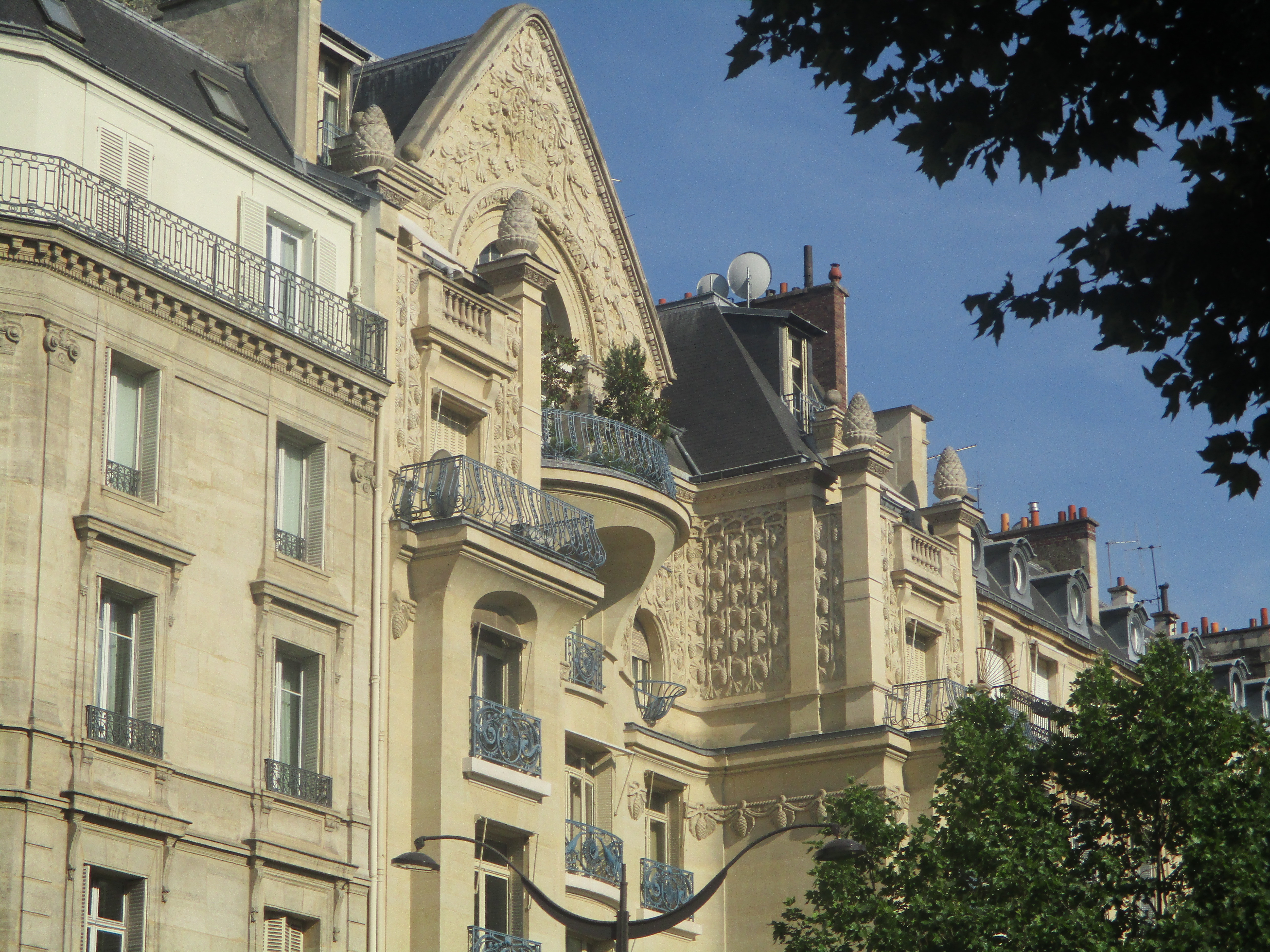
Aleja Marceau w Paryżu.
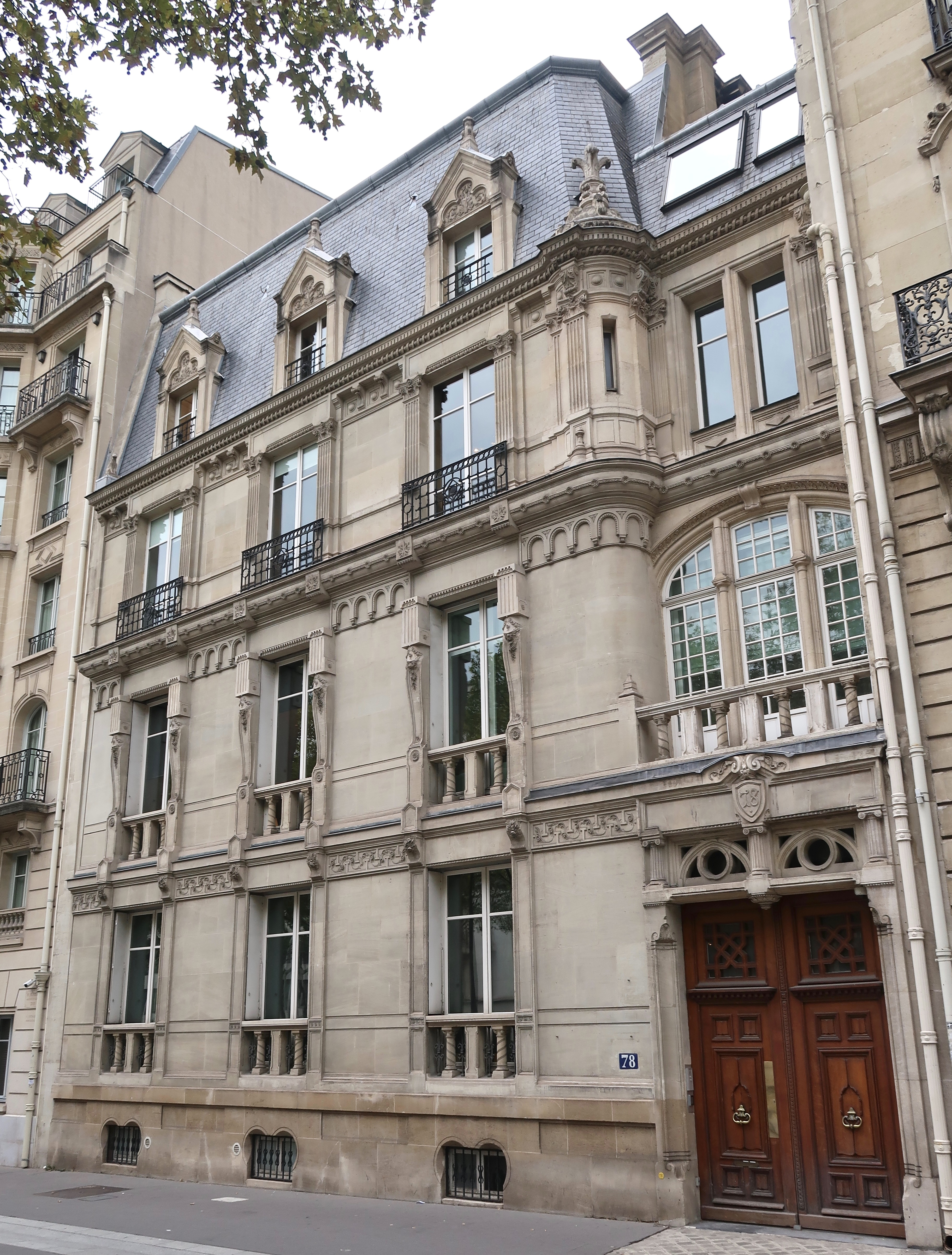
Numer 78: Hotel M. Houette.
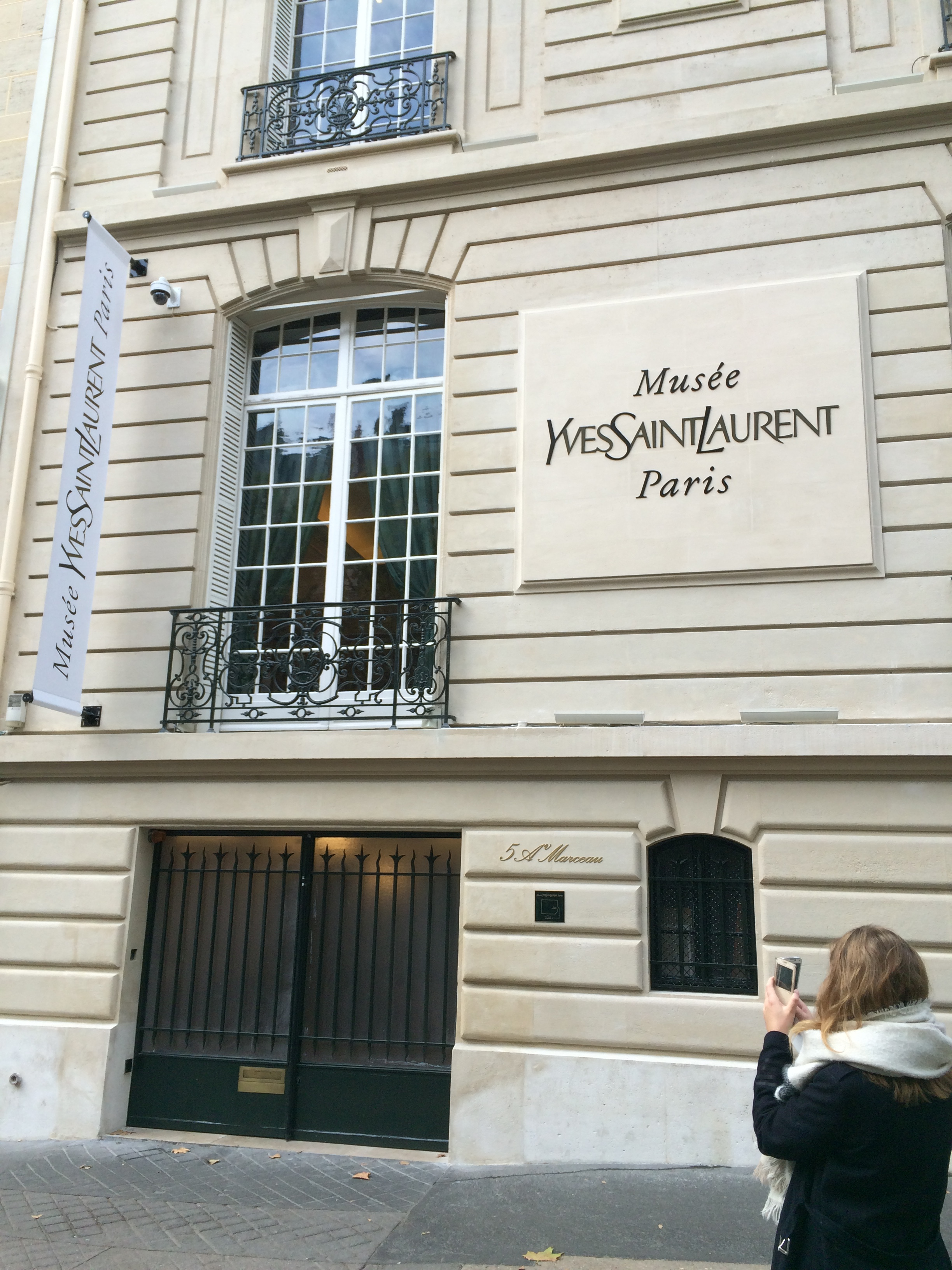
Muzeum Yves’a Sainta Laurenta w Paryżu.
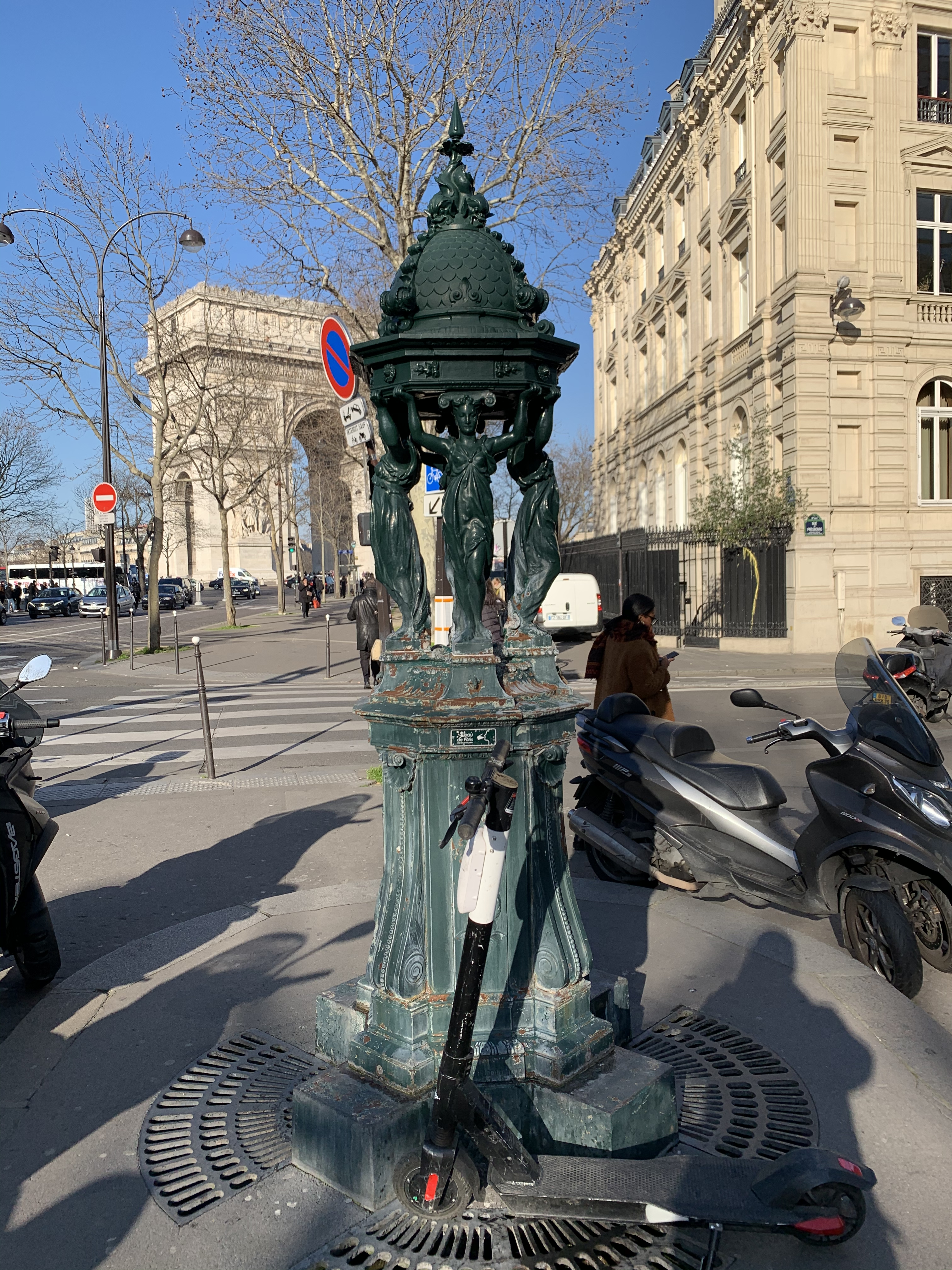
Avenue Marceau, fontanna, w tle łuk triumfalny.
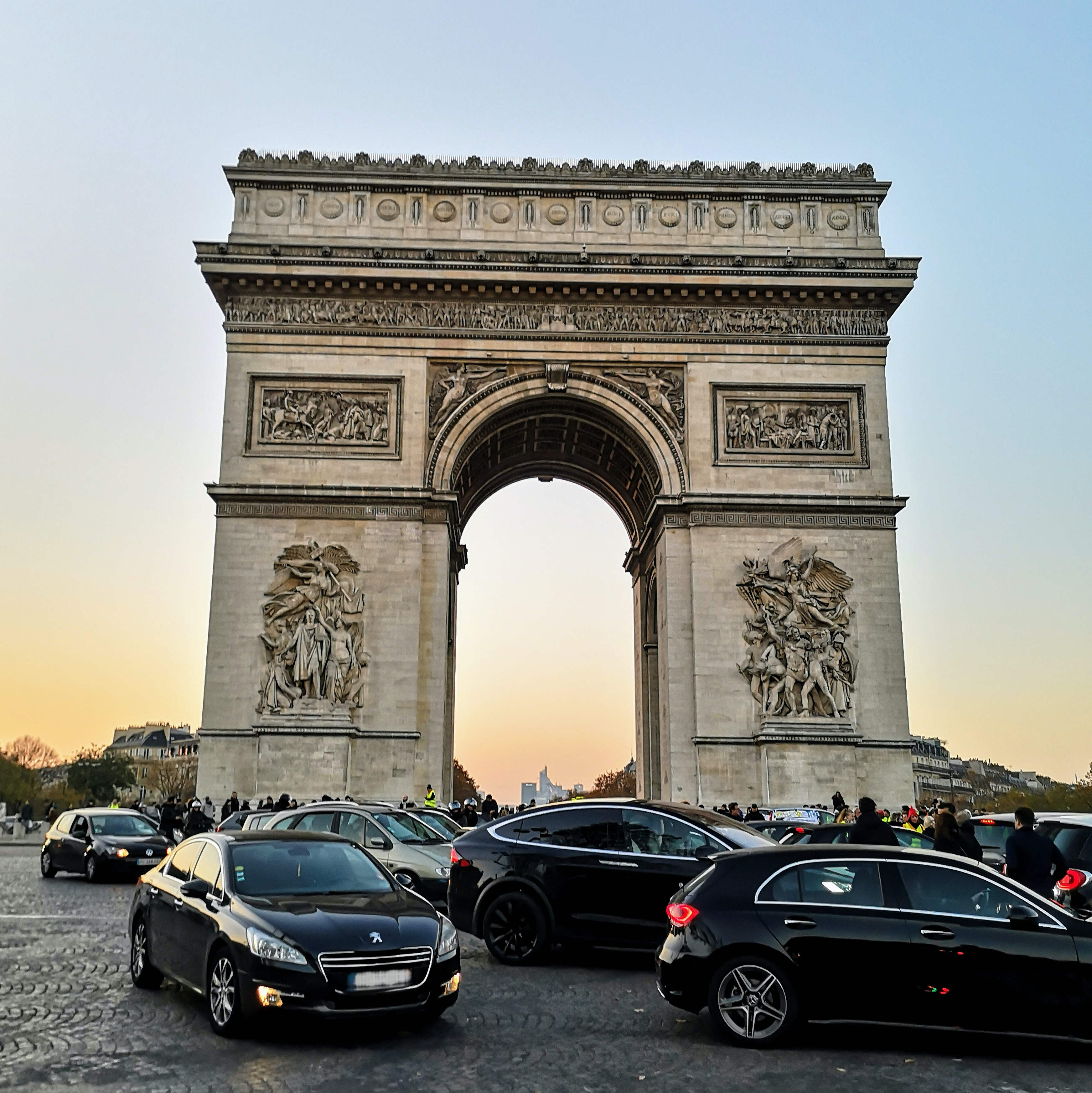
Demonstracja żółtych kamizelek na placu Charlesa-de-Gaulle, 17 listopada 2018.

## Znani mieszkańcy
- Sidney Gilchrist Thomas (1850–1885);
- Albert Vandal (1853–1910);
- Marthe Brandès (1862–1930);
- Pierre-Georges Latécoère (1883–1943);
- Leslie Caron (1931–);
- Mylène Farmer (1961–).

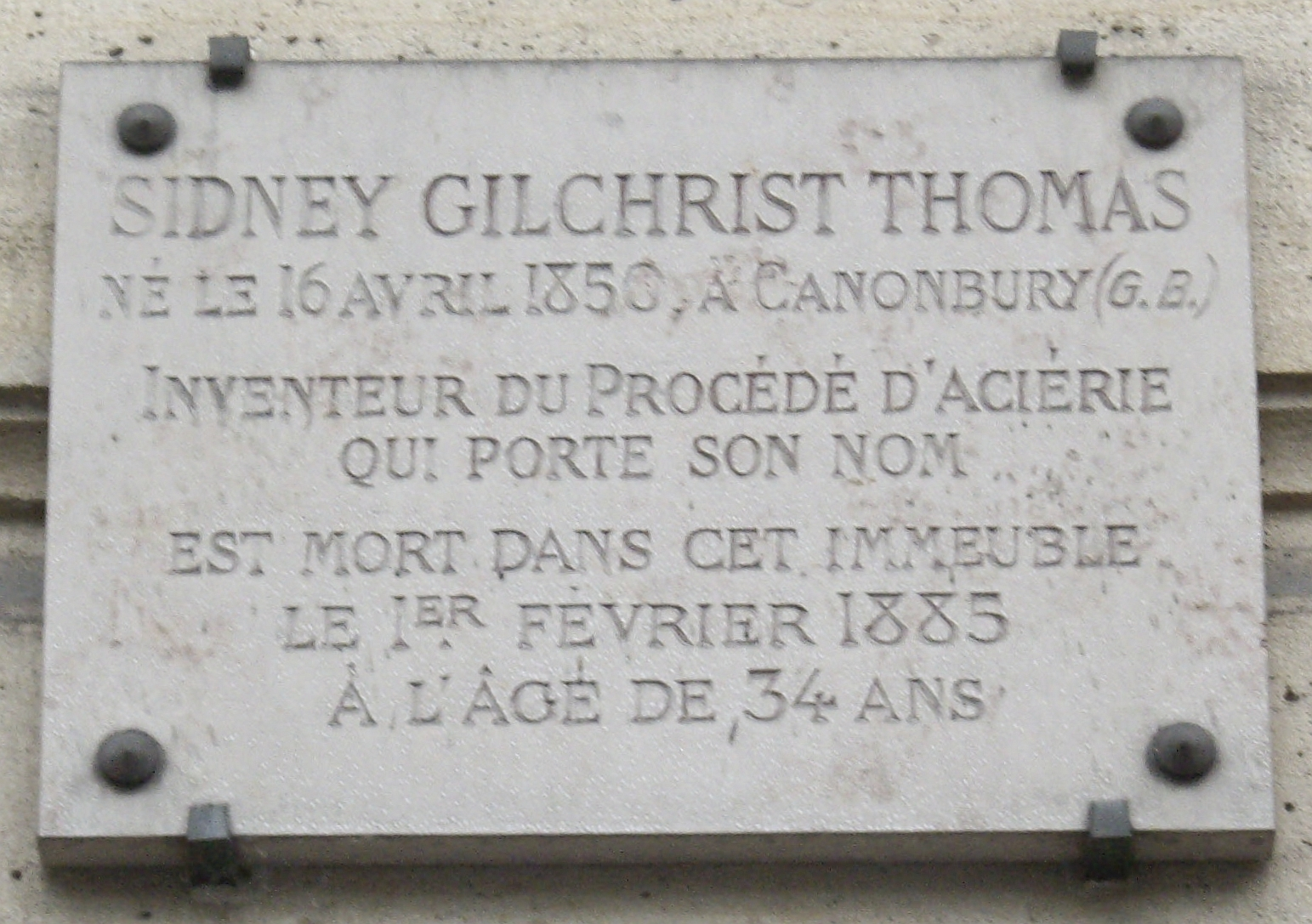
Tablica pod numerem 61 w hołdzie inżynierowi Sidneyowi Gilchristowi Thomasowi.
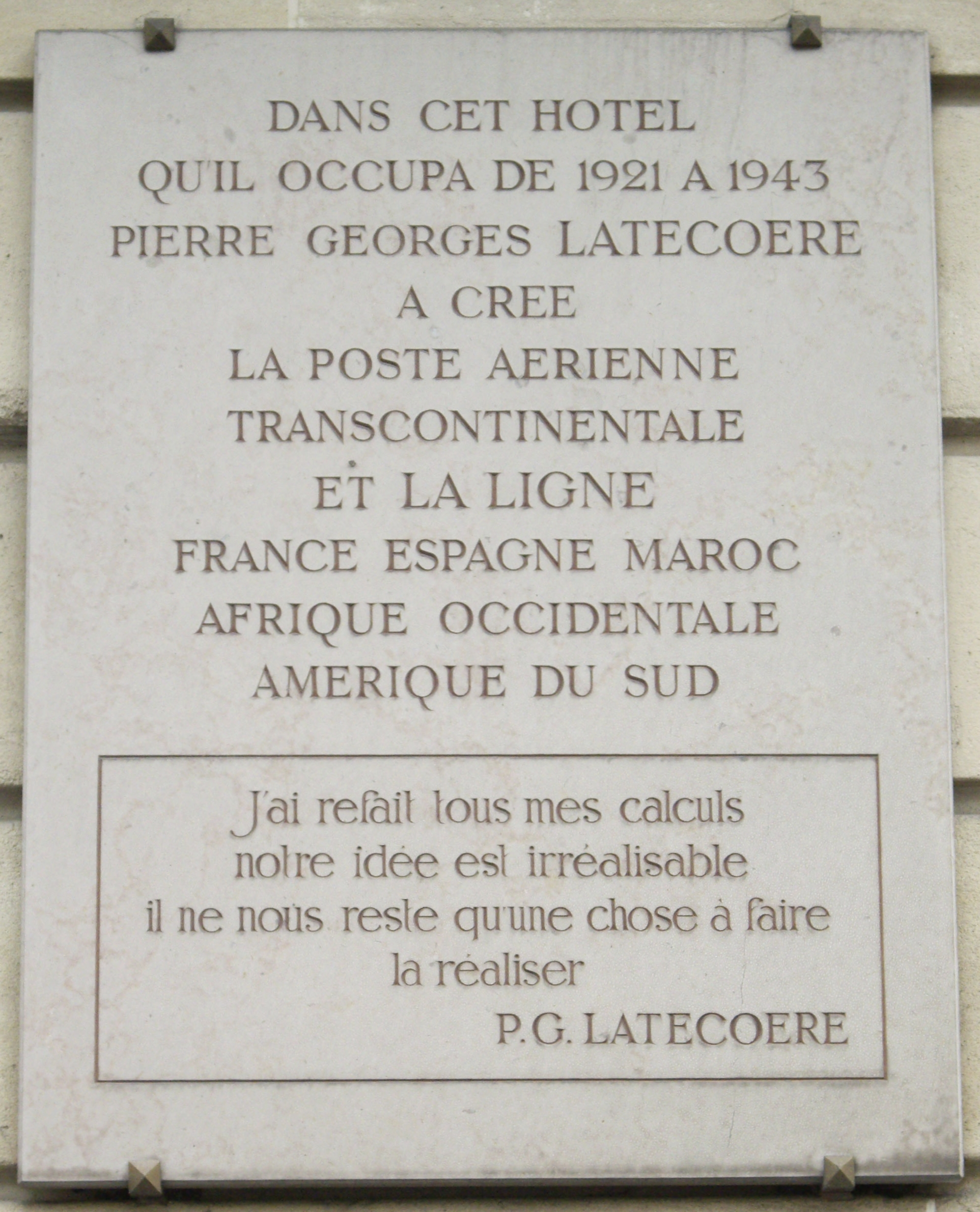
Tablica pod numerem 79 w hołdzie pionierowi lotnictwa Pierre’owi-Georges’owi Latécoère.